# 隆頭隱帶麗魚
隆頭隱帶麗魚，為輻鰭魚綱鱸形目隆頭魚亞目慈鯛科的其中一種，分布於南美洲布蘭科河及黑河中游流域，體長可達4.5公分，棲息在河川中底層水域，生活習性不明。

## 擴展閱讀
維基物種上的相關：隆頭隱帶麗魚